# أنس باش
أنس باش هو لاعب كرة قدم مغربي في مركز الدفاع، ولد في 10 فبراير 1998 في طرفاية جنوب المغرب. لعب لصالح نادي نجم طرفاية ما بين 2013-2015، وفريق مولودية طرفاية ما بين 2015-2016، وأكاديمية محمد السادس لكرة القدم ما بين 2016-2017.

## وصلات خارجية
- أنس باش على موقع قاعدة بيانات كرة القدم.إي يو (الإنجليزية)
- أنس باش على موقع Soccerway.com (الإنجليزية)